# Сан-Мартинью-ди-Галегуш
Сан-Марти́нью-ди-Гале́гуш (порт. São Martinho de Galegos) — район (фрегезия) в Португалии, входит в округ Брага. Является составной частью муниципалитета  Барселуш. Находится в составе крупной городской агломерации Большое Минью. По старому административному делению входил в провинцию Минью. Входит в экономико-статистический  субрегион Каваду, который входит в Северный регион. Население составляет 2051 человек на 2001 год. Занимает площадь 3,10 км².